# 良才駅
良才駅（ヤンジェえき）は大韓民国ソウル特別市瑞草区良才洞と江南区道谷洞にある、ソウル交通公社と新盆唐線の駅。両線共に瑞草区庁の副駅名がある。

## 利用可能な鉄道路線
ソウル交通公社
 3号線 - 駅番号は「342」
新盆唐線
 新盆唐線 - 駅番号は「D08」

## 駅構造

### ソウル交通公社
ホーム階は地下2階にあり、相対式ホーム2面2線を有している。保安用にホームドアシステム（フルスクリーンタイプ）を装備する。新盆唐線を利用する場合、ホーム中程にあるエスカレーターまたはエレベーターで下り、連絡通路を利用することによって乗り換えることができる。
改札階は地下1階で、改札口は西側（南部ターミナル寄り）と東側（メボン寄り）の2ヶ所ある。西側の改札のみホームへの連絡エレベーターが設置されている。化粧室は東側の改札内にある。
出入口は1番から6番までと11番・12番の計8ヶ所ある。地上 - 改札階間のエレベーターは4番出入口付近と11番出入口付近に設置されている。

#### のりば
- 案内上ののりば番号は設定されていない。

| ホーム | 路線  | 行先                                      |
| ------ | ----- | ----------------------------------------- |
| 上り   | 3号線 | 高速ターミナル・鍾路3街・旧把撥・大化方面 |
| 下り   | 3号線 | 道谷・水西・可楽市場・梧琴方面            |

### 新盆唐線
ホーム階は地下4階にあり、相対式ホーム2面2線を有している。保安用にホームドアシステム（フルスクリーンタイプ）を装備する。
改札階は地下3階で、改札口は北側（江南寄り）と南側（良才市民の森寄り）の2ヶ所ある。3号線に乗り換える場合は北側の改札内にある連絡通路を利用して乗り換えることができる。そのため、ホームへの連絡エレベーターは北側の改札のみ設置されている。化粧室は北側の改札内と地下1階（改札外）に1ヶ所ずつある。
出入口は7番から10番までの計4ヶ所ある。地上 - 改札階間のエレベーターは7番出入口と10番出入口付近に設置されている。

#### のりば
- 案内上ののりば番号は設定されていない。

| ホーム | 路線     | 行先           |
| ------ | -------- | -------------- |
| 上り   | 新盆唐線 | 江南・新沙方面 |
| 下り   | 新盆唐線 | 板橋・亭子方面 |

## 利用状況
近年の一日平均利用人員推移は下記のとおり。
| 路線  | 路線     | 2000年 | 2001年  | 2002年  | 2003年  | 2004年 | 2005年 | 2006年 | 2007年 | 2008年 | 2009年 | 出典  |
| ----- | -------- | ------ | ------- | ------- | ------- | ------ | ------ | ------ | ------ | ------ | ------ | ----- |
| 3号線 | 乗車人員 | 47,289 | 52,124  | 51,457  | 50,837  | 49,058 | 44,414 | 44,073 | 44,326 | 43,376 | 43,154 | [ 1 ] |
| 3号線 | 降車人員 | 47,267 | 52,172  | 51,583  | 51,493  | 49,988 | 46,762 | 46,357 | 46,966 | 46,581 | 47,030 | [ 1 ] |
| 3号線 | 乗降人員 | 94,556 | 104,296 | 103,040 | 102,330 | 99,046 | 91,176 | 90,430 | 91,292 | 89,957 | 90,184 | [ 1 ] |
| 路線  | 路線     | 2010年 | 2011年  | 2012年  | 2013年  | 2014年 | 2015年 |        |        |        |        | [ 1 ] |
| 3号線 | 乗車人員 | 44,157 | 43,968  | 41,698  | 43,050  | 43,246 | 42,314 |        |        |        |        | [ 1 ] |
| 3号線 | 降車人員 | 48,888 | 48,647  | 45,279  | 46,226  | 46,235 | 45,039 |        |        |        |        | [ 1 ] |
| 3号線 | 乗降人員 | 93,045 | 92,615  | 86,977  | 89,277  | 89,481 | 87,352 |        |        |        |        | [ 1 ] |

## 駅周辺
- 国立外交院（朝鮮語版）
- 南部循環路（朝鮮語版）
- 永東中学校
- 韓国電力公社江南支店
- 江南大路
- ベンベン四叉路
- 道谷洞
- 恩光女子高等学校（朝鮮語版）
- 恩成中学校
- 良才電話局
- 良才地下道
- 良才歩道橋
- 江南女性人力開発センター
- ソウル特別市農業技術センター
- 良才1洞住民センター
- 良才治安センター
- 良才郵便局
- 瑞草総合社会福祉館
- 瑞草区民会館
- 良才洞花市場
- 瑞草区庁
- 良才高等学校
- 外交安保研究院
- 良才川
- 如意川（朝鮮語版）
- 京釜高速道路瑞草インターチェンジ
- ソウル家庭法院（朝鮮語版）
- GOLD按摩

### バス路線
詳細は新盆唐線ホームページの乗換情報を参照。

## 歴史
- 1985年10月18日 - ソウル特別市地下鉄公社（当時）3号線の駅が開業。当初は始終着駅であった。
- 1993年10月30日 - 3号線・当駅 - 水西駅間の開業に伴い、3号線の駅は途中駅となる。
- 2005年1月1日 - ソウル特別市地下鉄公社がソウルメトロに改称。
- 2011年10月28日 - 新盆唐線の駅が開業。

## 隣の駅
ソウル交通公社
 3号線
南部ターミナル駅 (341) - 良才駅 (342) - メボン駅 (343)
新盆唐線
 新盆唐線
江南駅 (D07) - 良才駅 (D08) - 良才市民の森駅 (D09)